# Clarias dhonti
Clarias dhonti är en fiskart som först beskrevs av George Albert Boulenger 1920.  Clarias dhonti ingår i släktet Clarias och familjen Clariidae. IUCN kategoriserar arten globalt som livskraftig. Inga underarter finns listade i Catalogue of Life.